# Eythorne
Eythorne es una parroquia civil situada en el distrito de Dover, en Kent, Inglaterra (Reino Unido). Tiene una población estimada, a mediados de 2022, de 2543 habitantes.
Está ubicada cerca de las ciudades de Dover y Maidstone y de la costa del canal de la Mancha, y al sureste de Londres.